# جوایز انجمن منتقدان فیلم کرالا
جوایز انجمن منتقدان فیلم کرالا (انگلیسی: Kerala Film Critics Association Awards) هرساله برای ارج نهادن به سرآمدی هنری و فنی افراد حاذق و متبحر در صنعت فیلم زبان مالایالام در هند، توسط انجمن منتقدان فیلم کرالا اهداء می‌شود. پایه‌گذاری اهداء این جوایز از سال ۱۹۷۷ شروع شد.

## تاریخچه
انجمن منتقدان فیلم کرالا، یک تشکیلات منتقدان فیلم از ایالت کرالا، هند است. این انجمن در سال ۱۹۷۷، هنگامی که گروهی از روزنامه‌نگاران سینما به دعوت کی. آنیان و بیبی دور هم گرد آمده بودند، ایجاد شد. این تشکیلات، هر سال جوایز فیلم منتقدان فیلم کرالا را برای شایستگی بهترین دستاوردهای فیلم‌سازی، اهداء می‌کند.